# Selenotypus
Selenotypus is een geslacht van spinnen uit de familie vogelspinnen (Theraphosidae).

## Soorten
De volgende soorten zijn bij het geslacht ingedeeld:
- Selenotypus plumipes Pocock, 1895